# 문경시장
문경시장은 경상북도 문경시의 정치이다.

## 같이 보기
- 문경시장 선거